# بارني راب
بارني راب (بالإنجليزية: Barney Rapp)‏ هو عازف جاز أمريكي، ولد في 25 مارس 1900 في نيو هيفن في الولايات المتحدة، وتوفي في 12 أكتوبر 1970 في سينسيناتي في الولايات المتحدة بسبب مرض.

## وصلات خارجية
- بارني راب على موقع IMDb (الإنجليزية)
- بارني راب على موقع ميوزك برينز (الإنجليزية)
- بارني راب على موقع ديسكوغز (الإنجليزية)